# Barochov
Barochov (německy Barochow) je vesnice, část obce Řehenice v okrese Benešov. Nachází se 2 km na jihozápad od Řehenic. Barochov leží v katastrálním území Malešín o výměře 6,87 km².

## Historie
První písemná zmínka o vesnici pochází z roku 1417.

## Další fotografie

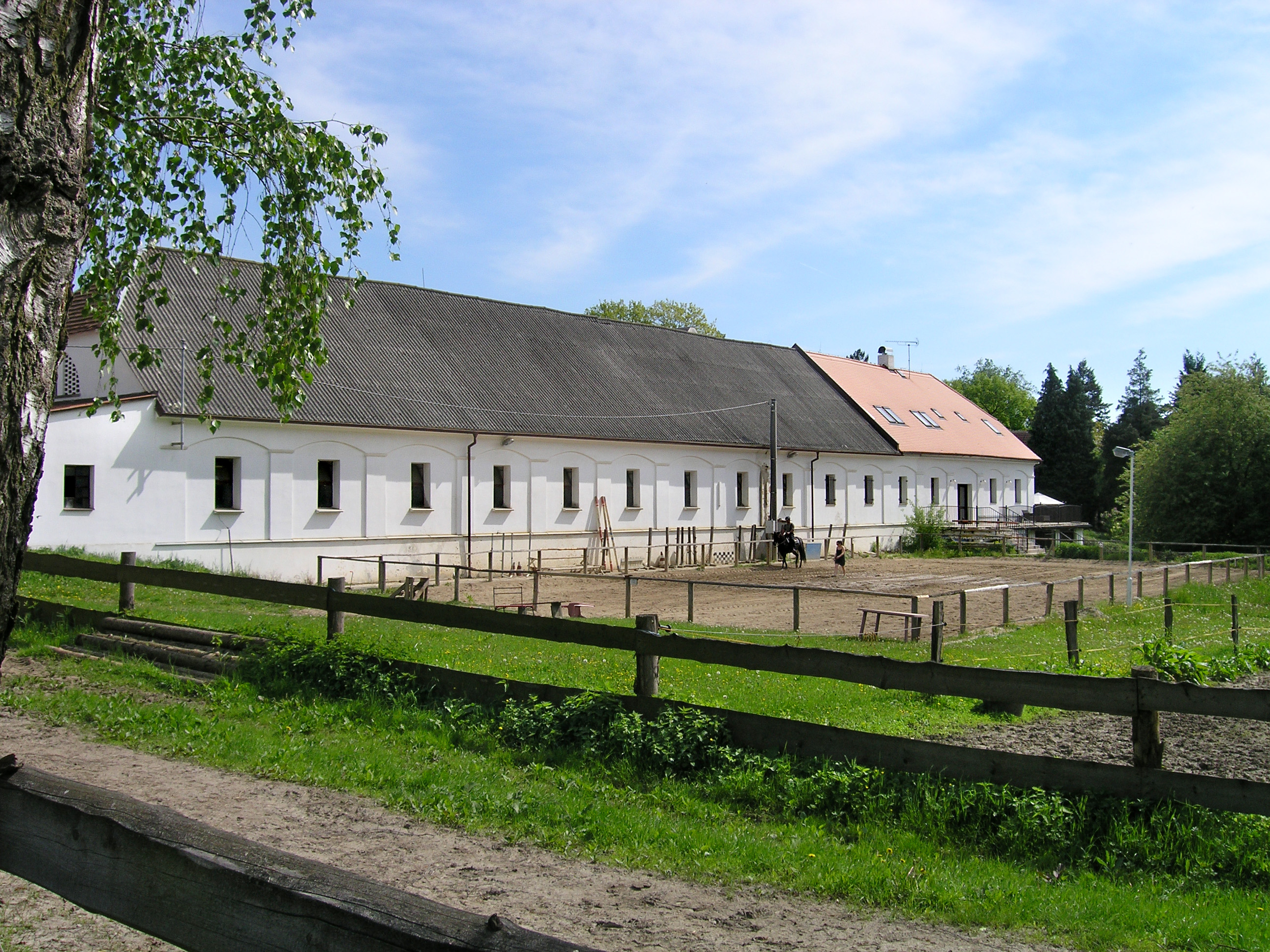
Bývalý statek Nový Dvůr
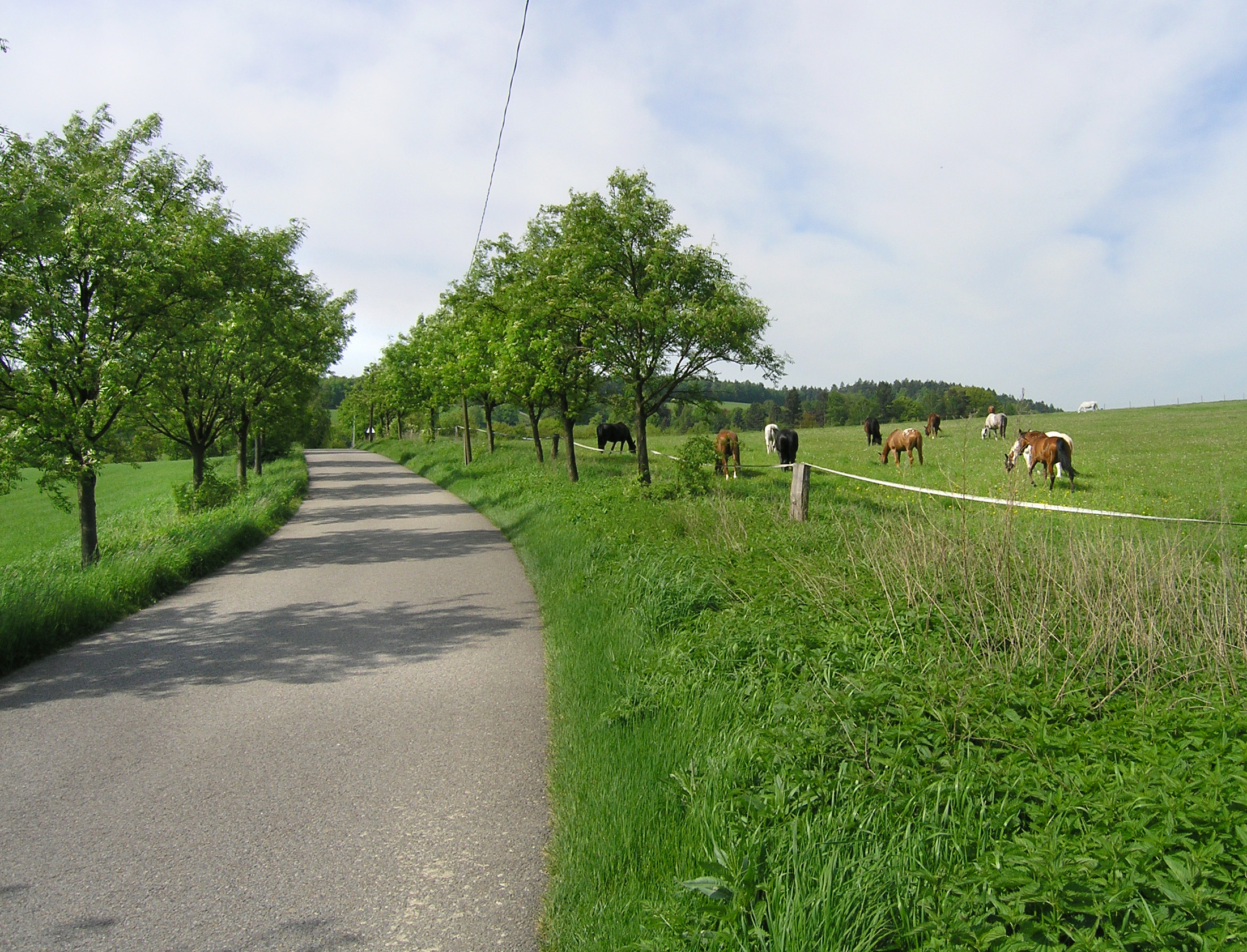
Silnice od Křiváčku
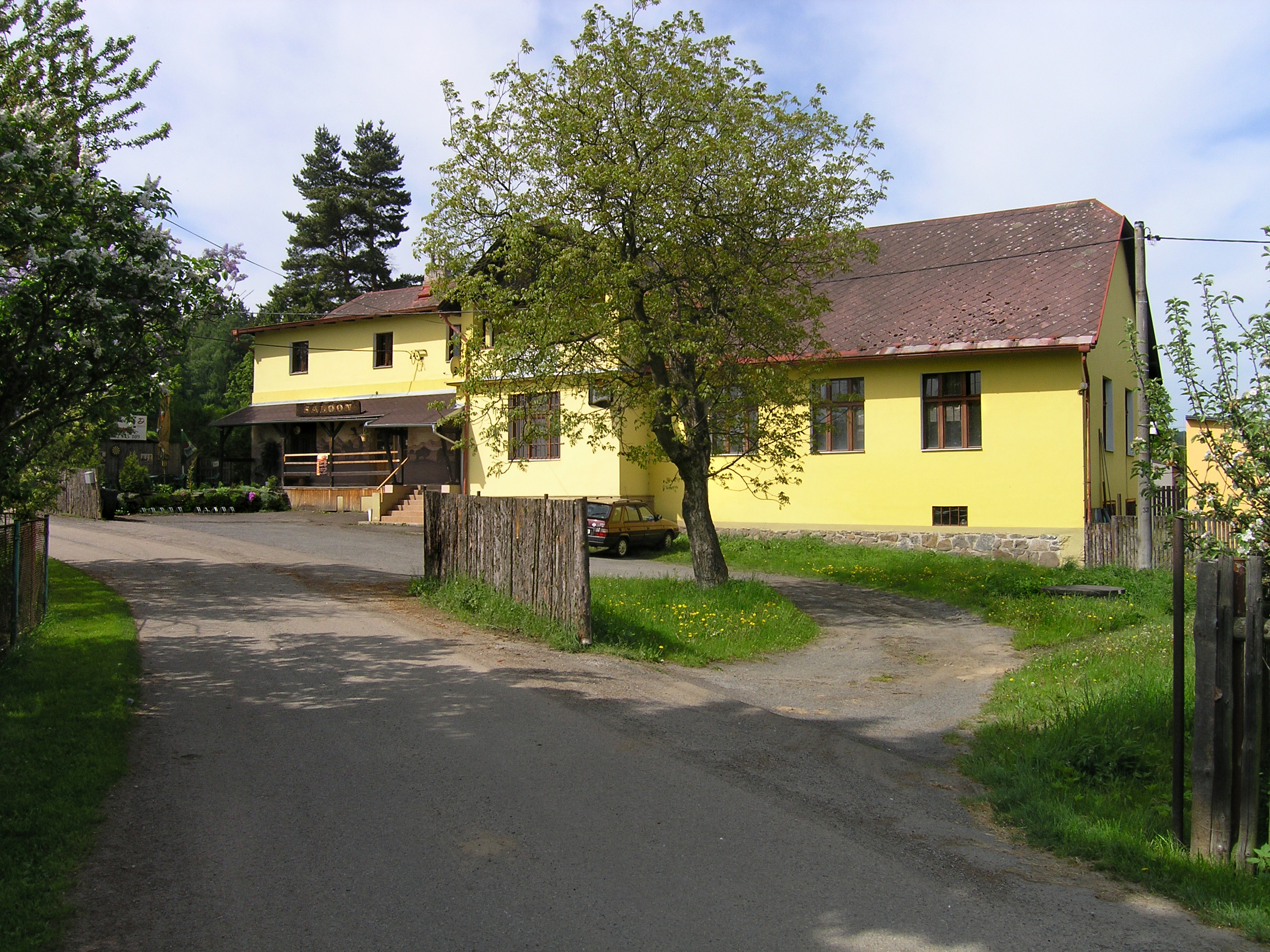
Hospoda